# Ziggurat
En ziggurat (fra akkadisk ziqqurratu(m), af verbet zaqâru, "at strække sig højt, nå højt op") kan oversættes til "et højtrækkende bygværk". 

## Struktur
Zigguraten er et tempeltårn, typisk med kvadratisk grundplan og trappetrinsformet pyramidal struktur. Den var bygget med en kerne af soltørrede mursten og dækket af et lag brændte mursten. Murstenene havde ofte en kort byggeindskrift i kileskrift med navnet på den konge, der havde opført zigguraten og navnet på den guddom, som zigguraten var viet til.
Zigguraten var typisk for de store byer i Mesopotamien fra 2200 til 500 f.Kr. I den sene periode blev zigguraten også brugt til astronomiske observationer. Den havde ingen kamre, men fungerede som et kunstigt bjerg ofte med et tempel på toppen. Der fandt ingen offentlige ceremonier sted, og kun præsterne havde lov til at gå ind i bygningen. Zigguraten var prestigefyldt monumentalarkitektur, der ragede op i landskabet og kunne ses på lang afstand på Mesopotamiens flade flodslette. I dag er 32 ziggurater kendt i området. I 1979 kom Irans største ziggurat Chogha Zanbil på UNESCOs Verdensarvsliste. Den ligger ved floden Dez sydøst for oldtidsbyen Susa sammen med flere templer og tre paladser. Glaserede terrakottastatuer af tyre og bevingede griffer vogter dens indgange.  Den er viet til de elamittiske guddomme Inshushinak og Napirisha, og regnes som den bedst bevarede af sin type. 

## Etemenanki
Myten om Babelstårnet udsprang formentlig af en ziggurat i Babylon omtalt i 1. Mosebog 11:1-9  og viet til Babylons skytsgud Marduk. Der er i dag ikke meget tilbage af Marduk-zigguraten, også kaldt Etemenanki, men arkæologiske fund og historiske beretninger beskriver et tårn på syv etager med et fornemt tempel på toppen. Sandsynligvis var det malet indigoblåt med tre trapper op til templet. Da kong Sankerib af Assyrien plyndrede Babylon i 689 f.Kr, lod han Etemenanki rive ned. I 331 f.Kr erobrede Alexander den Store byen og beordrede zigguraten genrejst. Da han to år senere vendte tilbage, uden at noget særligt var sket, satte han sin hær til at nedrive ruinerne, som i dag ligger sig syd for Bagdad i Irak. Saddam Hussein havde udsigt til dem fra sit sommerpalads. 

## Zigguraten i Ur
En af de bedst bevarede ziggurater var viet til den sumeriske månegud Nanna og ligger i oldtidsbyen Ur. Under Golfkrigen 1991 anbragte Saddam Hussein sine MiG kampfly ved siden af zigguraten i det håb, at invasionsstyrken ville skåne dem af frygt for at skade zigguraten.  Stedet blev alligevel bombet, og zigguraten har nu et stort bombekrater midt i. 

## Ekstern henvisning
- Wikimedia Commons har flere filer relateret til Ziggurat
- Engelsk hjemmeside om ziggurater

| Arkitektur | Spire Denne arkitekturartikel er en spire som bør udbygges. Du er velkommen til at hjælpe Wikipedia ved at udvide den. |